# ۸۰۶ (میلادی)
۸۰۶ (میلادی) هشتصد  و ششمین سال تقویم میلادی است.

## درگذشتگان
‎